# Монин, Сергей Александрович
Монин Сергей Александрович (родился 22 июня 1973 года в Москве, Россия) — Председатель правления ЗАО «Райффайзенбанк»

## Образование
В 1995 году окончил факультет «Международные экономические отношения» Финансовой академии при правительстве РФ.

## Карьера
Уже во время учёбы Сергей Александрович начал интересоваться финансовыми рынками. В начале 1994-го пошел работать FX трейдером в Международный московский банк.
«Просто пришел к декану факультета, представился, рассказал, как учусь, и сказал, что декан должен помочь в трудоустройстве такого хорошего студента. Декан от неожиданности при мне позвонил начальнику отдела кадров ММБ, который как раз собирался устраивать конкурс среди студентов. Так все и получилось».
С июня 1996 года начинает работать в Райффайзенбанк. У банка тогда ещё не было офиса в Москве, поэтому полгода он работал в Вене и Лондоне. Затем был открыт российский офис: все сотрудники сидели в одной большой комнате, Монин был единственным трейдером. В тот год банк стал доходным всего за четыре месяца работы и принес $1 млн просто за счет трейдинговой прибыли.
В 1999 г. возглавил управление казначейства
В 2003 г. — назначен членом правления, курирующим данное направление.
С 19 декабря 2007 г. по 31 августа 2010 г. — руководитель Дирекции казначейства, член Правления ЗАО «Райффайзенбанк».
С 01.09.2010 г. по 06.11.2011 г. — Заместитель председателя Правления, руководитель Дирекции казначейства, член Правления ЗАО «Райффайзенбанк».
С 2011 г. — председатель правления ЗАО «Райффайзенбанк».

## Семейное положение
Известно что Сергей Монин женат, у него есть дочь и сын.